# Chrysocryptus aureopilosus
Chrysocryptus aureopilosus là một loài tò vò trong họ Ichneumonidae.